# Segestra podkorní
Segestra podkorní (Segestria senoculata) je palearktický druh pavouka z čeledi Segestriidae (segestrovití).
Samice segestry podkorní má délku těla 7–10 mm, samec 6,5–7,5 mm. Stejně jako příbuzní pavouci z rodu Segestria má válcovité a úzké tělo (hlavohruď) a šest očí, které jsou uspořádány do dvou trojúhelníků, jejichž konce směřují k sobě.
Segestry podkorní obývají lesní stanoviště, sutě a skalní štěrbiny. Najdeme je pod kůrou pařezů, starých stromů, pod kameny či v mechu. Pod kůrou na ni můžeme narazit i v zimě. Na těchto místech buduje pavučinové rourky, ve kterých číhá na svou oběť. Ústí „nory“ je opatřeno signálními vlákny a pokud kolem otvoru proběhne potenciální kořist, segestra dostane znamení o její přítomnosti, načež se ji zmocní rychlým výpadem.